# Società Sportiva Lazio 2010-2011
Questa voce raccoglie le informazioni riguardanti la Società Sportiva Lazio nelle competizioni ufficiali della stagione 2010-2011.

## Stagione
La Lazio non inizia nel migliore dei modi la stagione 2010-2011, difatti perde in trasferta contro la Sampdoria per 2-0, ma nella prima gara casalinga regola per 3-1 il Bologna. Nella terza giornata riesce a vincere in casa della Fiorentina per 2-1, grazie alle reti di Ledesma e Kozák. Dopo il successo ottenuto contro la Viola, gli uomini di Edy Reja costringono al pareggio il Milan, fermato sull'1-1, ed espugnano il campo del Chievo grazie al goal siglato da Maurito Zárate che la fa andare in vetta contemporaneamente con l'Inter . Col medesimo risultato le Aquile regolano il Brescia, steso da una rete di Mauri e vanno in testa da soli, ed espugna il campo del Bari per 2-0. Nel turno successivo la compagine capitolina ottiene ancora la vittoria battendo il Cagliari in casa per 2-1, e successivamente espugna anche il campo del Palermo per 1-0 andando a +4 sulla seconda. Alla decima giornata però la squadra biancoceleste viene fermata dai cugini romanisti, vittoriosi nel Derby per 2-0, e nel turno successivo perde ancora (1-0) sul campo del Cesena facendo perdere anche la vetta della Serie A a favore del Milan. Gli uomini di Reja però si riscattano battendo il Napoli in casa col punteggio di 2-0 e pareggiando sul campo del Parma per 1-1. Con il medesimo risultato termina la successiva gara casalinga contro i siciliani del Catania, allontanandosi però a -3 dalla vetta. La Lazio torna alla vittoria nel big-match contro l'Inter, battendo i nerazzurri con un perentorio 3-1, ma nel turno successivo cade sul campo della Juventus perdendo per 2-1 andando a -6 dal Milan e vedendosi raggiungere al secondo posto dai stessi bianconeri e dal Napoli. La squadra di Reja però si riscatta subito imponendosi per 3-2 sull'Udinese e pareggiando sul campo del Genoa a reti bianche che la fa tornare seconda a -5 dal Milan. Nell'ultima gara del girone d'andata però, le Aquile vengono sconfitte per 2-1 in casa dal Lecce.
Nel turno successivo, ovvero alla prima giornata del girone di ritorno, la Lazio si rialza e sconfigge per 1-0 i genovesi della Sampdoria, ma nella gara successiva cade a Bologna per 3-1 facendola uscire dalle prime quattro, per poi battere la Fiorentina all'Olimpico per 2-0 e pareggiare le successive due gare con Milan e Chievo. Le Aquile tornano a volare alla 25ª giornata, quando vanno a vincere sul campo del Brescia per 2-0, e nel turno successivo, quando si impongono per 1-0 sul Bari, vittorie che le fanno tornare al 4º posto. Ma la serie positiva biancoceleste si interrompe alla 27ª giornata, quando la Lazio viene sconfitta dal Cagliari per 1-0 vedendosi l'Udinese (protagonista di una grande rimonta) a solo -1 dal 4º posto. Nel turno successivo gli uomini di Reja si rifanno battendo con un secco 2-0 il Palermo, ma ricadono sette giorni dopo ancora una volta per mano degli eterni rivali romanisti, vittoriosi per 2-0, facendola perdere il 4º posto a favore dei stessi friulani. Alla 30ª giornata però la Lazio rialza la testa e batte di misura il Cesena per 1-0, ma nel turno successivo ricade nuovamente in trasferta sul campo del Napoli, vittorioso in rimonta con un rocambolesco 4-3 (le due reti del Napoli furono segnate negli ultimi dieci minuti). La sconfitta con i partenopei viene subito riscattata con la vittoria casalinga sul Parma per 2-0 e quella in trasferta sul Catania per 4-1 facendola tornare al 4º posto. Alla 34ª giornata però la formazione di Edy Reja cade sul campo dell'Inter per 2-1 e successivamente viene sconfitta anche dalla Juventus in casa col punteggio di 1-0 e dall'Udinese in trasferta per 2-1, segnando il controsorpasso di questi ultimi. I ragazzi di mister Reja reagiscono alla penultima giornata di campionato, quando hanno la meglio sul Genoa per 4-2, replicato nell'ultimo match stagionale in casa del Lecce con lo stesso punteggio. 
La Lazio totalizza 66 punti (nuovo record per la Serie A a 20 squadre) ma si classifica al 5º posto per via di una differenza reti peggiore dell'Udinese(+ 14 per i biancocelesti contro + 22 per i friulani) e gli scontri diretti pari.
L'avventura della Lazio in Coppa Italia inizia nel migliore dei modi, difatti nella gara casalinga valevole per il passaggio al quarto turno gli uomini di Reja regolano con un secco 3-0 la formazione veneta del Portogruaro nonostante l'allenatore abbia schierato i calciatori che fino a quel momento non avevano avuto grande spazio. Con il medesimo risultato, la formazione romana regola i lombardi dell'AlbinoLeffe, approdando agli ottavi di finale e incontrano i giallorossi della Roma, perdendo il confronto uscendo così dalla coppa nazionale per 2-1, nonostante il primo goal al derby del Profeta su rigore.

## Divise e sponsor
Le maglie da gara sono state presentate il 10 luglio 2010 presso il Centro sportivo di Formello, alla presenza del tecnico Edoardo Reja e del capitano Tommaso Rocchi. Le nuove maglie presentano l'innovativo stile della Puma, sponsor tecnico della squadra romana, che si è potuto apprezzare durante il mondiale sudafricano, dato che la prima e la seconda maglia riprendono rispettivamente i modelli della Nazionale italiana e di quella ivoriana. Per questo motivo, la prima divisa porta due piccole bande laterali bianche sul petto, mentre la seconda è di colore verde scuro, con dei bordi dorati che si dipartono lateralmente; la terza divisa, forse la più innovativa, presenta un effetto pennellato con larghe strisce orizzontali alternate di colore bianco e blu. Le divise dei portieri non hanno subito sostanziose modifiche dal punto di vista stilistico, ma le tonalità sono cambiate sia per la prima divisa, di colore grigio, che per la seconda, di colore verde fosforescente; la terza divisa presenta invece una tonalità rossa.
Lo sponsor ufficiale per la stagione 2010-2011 non era previsto, tuttavia per gli incontri di campionato del 14 novembre 2010 e del 14 maggio 2011 disputati rispettivamente contro Napoli e Genoa campeggiava sulla maglia biancoceleste il logo della clinica Paideia, struttura sanitaria di riferimento della società capitolina.
| Casa | Trasferta | Terza divisa | Portiere | Trasf. portiere | Terza portiere |

Per la stagione 2010-2011 la divisa della Lazio è per il dodicesimo anno consecutivo prodotta dall'azienda tedesca della Puma. La composizione delle divise è la seguente:
- Casa: la maglia è celeste, il pantaloncino è bianco, i calzettoni celesti.
- Trasferta: la maglia è verde scuro, il pantaloncino e i calzettoni sono verdi scuro.
- Terza divisa: la maglia è a strisce orizzontali bianche e blu, il pantaloncino e i calzettoni sono bianchi.

Tuttavia, va ricordato che a seconda dei colori della squadra avversaria, i pantaloncini e i calzettoni possono essere abbinati in modo differente.

## Organigramma societario
Area direttiva
Consiglio di gestione
- Presidente: Claudio Lotito
- Consigliere: Marco Moschini

Consiglio di sorveglianza
- Presidente: Corrado Caruso
- Vicepresidente: Alberto Incollingo
- Consiglieri: Fabio Bassan, Vincenzo Sanguigni, Massimo Silvano

Area organizzativa
- Segretario Generale: Armando Antonio Calveri
- Team Manager: Maurizio Manzini
- Direzione Amm.va e Controllo di Gestione / Investor Relator: Marco Cavaliere
- Direzione Legale e Contenziosi: Francesca Miele
- Direzione Organizzativa Centro Sportivo di Formello, Uffici, Country Club, Stadio: Giovanni Russo
- Delegato Sicurezza Stadio/R.S.P.P.: Sergio Pinata
- Responsabile Biglietteria: Angelo Cragnotti
- Direzione Settore Giovanile: Giulio Coletta
- Responsabile tecnico Settore Giovanile: Roberto Sesena

Area marketing
- Coordinatore Marketing, Sponsorizzazioni ed Eventi: Marco Canigiani
- Area Marketing: Massimiliano Burali d'Arezzo, Laura Silvia Zaccheo
- Area Licensing e Retail: Valerio D'Attilia

Area comunicazione
- Responsabile Comunicazione/Stampa: Stefano De Martino

Area tecnica
- Coordinatore area tecnica: Igli Tare
- Allenatore: Edoardo Reja
- Allenatore in seconda: Giovanni Lopez
- Collaboratore prima squadra: Angelo Crialesi
- Preparatori atletici: Luigi Febbrari, Adriano Bianchini
- Preparatore dei portieri: Adalberto Grigioni
- Consulente Tecnico: Armando Vinci

Area sanitaria
- Direttore sanitario: dott. Ivo Pulcini
- Coordinatore staff sanitario: dott. Roberto Bianchini
- Medico sociale: dott. Stefano Salvatori
- Fisioterapisti: Federico Genovesi, Massimo Romano Papola, Stefano Sistilli, Carlo Zazza
- Osteopata: dott. Giuseppe Ruggero
- Consulente ortopedico: dott. Stefano Lovati
- Consulente nutrizionista: prof. Roberto Verna

## Rosa
| N. |                      | Ruolo | Calciatore                    |
| -- | -------------------- | ----- | ----------------------------- |
| 1  | Argentina (bandiera) | P     | Albano Bizzarri               |
| 2  | Svizzera (bandiera)  | D     | Stephan Lichtsteiner          |
| 3  | Brasile (bandiera)   | D     | André Dias                    |
| 4  | Italia (bandiera)    | C     | Fabio Firmani                 |
| 5  | Argentina (bandiera) | D     | Lionel Scaloni                |
| 6  | Italia (bandiera)    | C     | Stefano Mauri (vice capitano) |
| 7  | Uruguay (bandiera)   | A     | Gonzalo Barreto               |
| 8  | Brasile (bandiera)   | C     | Hernanes                      |
| 9  | Italia (bandiera)    | A     | Tommaso Rocchi (capitano)     |
| 10 | Argentina (bandiera) | A     | Mauro Zárate                  |
| 11 | Brasile (bandiera)   | C     | Matuzalém                     |
| 12 | Italia (bandiera)    | P     | Tommaso Berni                 |
| 13 | Italia (bandiera)    | D     | Guglielmo Stendardo           |
| 14 | Spagna (bandiera)    | D     | Javier Garrido                |
| 15 | Uruguay (bandiera)   | C     | Álvaro González               |
| 16 | Italia (bandiera)    | C     | Riccardo Perpetuini           |
| 17 | Italia (bandiera)    | C     | Pasquale Foggia               |
| 18 | Rep. Ceca (bandiera) | A     | Libor Kozák                   |
| 19 | Nigeria (bandiera)   | C     | Ogenyi Onazi                  |
| 20 | Italia (bandiera)    | D     | Giuseppe Biava                |
| 21 | Francia (bandiera)   | D     | Modibo Diakité                |

| N. |                           | Ruolo | Calciatore           |
| -- | ------------------------- | ----- | -------------------- |
| 22 | Italia (bandiera)         | A     | Sergio Floccari      |
| 23 | Australia (bandiera)      | C     | Mark Bresciano       |
| 24 | Italia (bandiera)         | C     | Cristian Ledesma     |
| 26 | Romania (bandiera)        | D     | Ștefan Radu          |
| 31 | Algeria (bandiera)        | C     | Mourad Meghni        |
| 32 | Italia (bandiera)         | C     | Cristian Brocchi     |
| 39 | Belgio (bandiera)         | D     | Luís Pedro Cavanda   |
| 55 | Argentina (bandiera)      | C     | Lucas Correa         |
| 56 | Italia (bandiera)         | A     | Lorenzo Cinque       |
| 61 | Italia (bandiera)         | C     | Enrico Zampa         |
| 68 | Costa d'Avorio (bandiera) | C     | Christian Manfredini |
| 74 | Italia (bandiera)         | C     | Alberto Quadri       |
| 77 | Italia (bandiera)         | A     | Giuseppe Sculli      |
| 79 | Italia (bandiera)         | D     | Riccardo Bonetto     |
| 81 | Italia (bandiera)         | A     | Simone Del Nero      |
| 86 | Uruguay (bandiera)        | P     | Fernando Muslera     |
| 92 | Italia (bandiera)         | A     | Tommaso Ceccarelli   |
| 99 | Italia (bandiera)         | P     | Alessandro Berardi   |
|    | Italia (bandiera)         | D     | Ivan Artipoli        |
|    | Italia (bandiera)         | D     | Federico Chirico     |

## Calciomercato
La società biancazzurra riscatta dal Genoa il centravanti Sergio Floccari, cede l'esterno serbo Aleksandar Kolarov al Manchester City, dal quale a sua volta la formazione laziale preleva proprio il sostituto del serbo, ossia lo spagnolo Javier Garrido, e acquista a titolo definitivo due calciatori uruguaiani: il centrocampista Álvaro González e l'esterno Pablo Pintos, anche se quest'ultimo non farà parte della rosa nella stagione 2010-11 in quanto, dopo la norma introdotta riguardo al numero dei giocatori extracomunitari tesserabili (da due a uno), l'unico posto disponibile è stato lasciato libero per il vero colpo del mercato laziale: il centrocampista carioca Hernanes, prelevato dal San Paolo, dopo una lunga trattativa, per una cifra vicina agli 11,1 milioni di euro, divenendo così il secondo acquisto più costoso, dopo quello di Mauro Zárate, della gestione Lotito.

### Sessione estiva(dall'1/7 all'1/9)
| Acquisti | Acquisti                | Acquisti        | Acquisti                            |
| R.       | Nome                    | da              | Modalità                            |
| -------- | ----------------------- | --------------- | ----------------------------------- |
| P        | Juan Pablo Carrizo      | Real Saragozza  | fine prestito                       |
| D        | Ivan Artipoli           | Sampdoria       | risoluzione compartecipazione       |
| D        | Federico Chirico        | Cavese          | fine prestito                       |
| D        | Emílson Sánchez Cribari | Siena           | fine prestito                       |
| D        | Javier Garrido          | Manchester City | definitivo (2 milioni €)            |
| D        | Simone Sannibale        | Nocerina        | fine prestito                       |
| D        | Luciano Zauri           | Sampdoria       | fine prestito                       |
| C        | Mark Bresciano          | Palermo         | svincolato                          |
| C        | Antonio Cinelli         | Lumezzane       | fine prestito                       |
| C        | Lucas Correa            | Ravenna         | fine prestito                       |
| C        | Eliseu                  | Real Saragozza  | fine prestito                       |
| C        | Álvaro González         | Nacional        | definitivo (2 milioni €)            |
| C        | Hernanes                | San Paolo       | definitivo (13,5 milioni €)         |
| C        | Riccardo Perpetuini     | Crotone         | fine prestito                       |
| C        | Alberto Quadri          | Taranto         | fine prestito                       |
| A        | Sergio Floccari         | Genoa           | riscatto cartellino (8,5 milioni €) |
| A        | Libor Kozák             | Brescia         | fine prestito                       |
| A        | Ettore Mendicino        | Crotone         | fine prestito                       |

| Cessioni | Cessioni                | Cessioni        | Cessioni                                                 |
| R.       | Nome                    | a               | Modalità                                                 |
| -------- | ----------------------- | --------------- | -------------------------------------------------------- |
| P        | Juan Pablo Carrizo      | River Plate     | prestito con diritto di riscatto (0 milioni €)           |
| P        | Antony Iannarilli       | Isola Liri      | prestito                                                 |
| P        | Simone Santarelli       | Foggia          | svincolato                                               |
| D        | Emílson Sánchez Cribari | Napoli          | definitivo (0,5 milioni €)                               |
| D        | Davide Faraoni          | Inter           | svincolato                                               |
| D        | Aleksandar Kolarov      | Manchester City | definitivo (17,5 milioni €)                              |
| D        | Alessio Luciani         | Lumezzane       | prestito                                                 |
| D        | Simone Sannibale        | Astrea          | definitivo                                               |
| D        | Sebastiano Siviglia     | -               | fine carriera                                            |
| D        | Alessandro Tuia         | Monza           | rinnovo prestito                                         |
| D        | Luciano Zauri           | Sampdoria       | prestito con diritto di riscatto (0 milioni €)           |
| C        | Roberto Baronio         | Atletico Roma   | svincolato                                               |
| C        | Antonio Cinelli         | Sassuolo        | compartecipazione                                        |
| C        | Ousmane Dabo            | -               | svincolato                                               |
| C        | Eliseu                  | Malaga          | definitivo (1,9 milioni €)                               |
| C        | Thomas Hitzlsperger     | West Ham Utd    | svincolato                                               |
| C        | Federico Sevieri        | Lumezzane       | compartecipazione                                        |
| A        | Julio Ricardo Cruz      | -               | fine carriera                                            |
| A        | Simone Inzaghi          | -               | fine carriera                                            |
| A        | Stephen Makinwa         | Larissa         | prestito                                                 |
| A        | Ettore Mendicino        | Ascoli          | prestito con diritto di riscatto della compartecipazione |
| A        | Jacopo Sciamanna        | San Marino      | prestito                                                 |

### Trasferimenti tra le due sessioni di mercato
| Acquisti | Acquisti | Acquisti | Acquisti |
| R.       | Nome     | da       | Modalità |
| -------- | -------- | -------- | -------- |

| Cessioni | Cessioni      | Cessioni | Cessioni    |
| R.       | Nome          | a        | Modalità    |
| -------- | ------------- | -------- | ----------- |
| C        | Fabio Firmani | -        | rescissione |

### Sessione invernale(dal 3/1 al 2/2)
| Acquisti | Acquisti        | Acquisti  | Acquisti                                            |
| R.       | Nome            | da        | Modalità                                            |
| -------- | --------------- | --------- | --------------------------------------------------- |
| C        | Ogenyi Onazi    | My People | definitivo                                          |
| A        | Giuseppe Sculli | Genoa     | prestito gratuito con diritto di riscatto (3,2 mln) |

| Cessioni | Cessioni            | Cessioni | Cessioni    |
| R.       | Nome                | a        | Modalità    |
| -------- | ------------------- | -------- | ----------- |
| D        | Luís Pedro Cavanda  | Torino   | prestito    |
| C        | Lucas Correa        | Varese   | rescissione |
| C        | Riccardo Perpetuini | Foggia   | prestito    |

### Trasferimenti successivi alla sessione invernale
| Acquisti | Acquisti | Acquisti | Acquisti |
| R.       | Nome     | da       | Modalità |
| -------- | -------- | -------- | -------- |

| Cessioni | Cessioni       | Cessioni               | Cessioni   |
| R.       | Nome           | a                      | Modalità   |
| -------- | -------------- | ---------------------- | ---------- |
| C        | Alberto Quadri | PSFK Černomorec Burgas | definitivo |

## Risultati

### Serie A

#### Girone di andata
| Arbitro: | Romeo (Verona) |

|                                |           |  |
| Cassano 60’ (rig.) Guberti 71’ | Marcatori |  |

| Arbitro: | Giannoccaro (Lecce) |

|                                            |           |               |
| Mauri 68’ Rocchi 75’ Hernanes 90+3’ (rig.) | Marcatori | 78’ Mudingayi |

| Arbitro: | Damato (Barletta) |

|                   |           |                          |
| Ljajić 19’ (rig.) | Marcatori | 32’ C. Ledesma 67’ Kozák |

| Arbitro: | Banti (Livorno) |

|              |           |                 |
| Floccari 80’ | Marcatori | 65’ Ibrahimović |

| Arbitro: | Peruzzo (Schio) |

|  |           |            |
|  | Marcatori | 69’ Zárate |

| Arbitro: | Celi (Campobasso) |

|           |           |  |
| Mauri 45’ | Marcatori |  |

| Arbitro: | Rocchi (Firenze) |

|  |           |                           |
|  | Marcatori | 52’ Hernanes 61’ Floccari |

| Arbitro: | Mazzoleni (Bergamo) |

|                        |           |           |
| Floccari 21’ Mauri 52’ | Marcatori | 58’ Matri |

| Arbitro: | Damato (Barletta) |

|  |           |                |
|  | Marcatori | 27’ André Dias |

| Arbitro: | Morganti (Ascoli Piceno) |

|  |           |                                         |
|  | Marcatori | 52’ (rig.) Borriello 85’ (rig.) Vučinić |

| Arbitro: | Orsato (Schio) |

|            |           |  |
| Parolo 85’ | Marcatori |  |

| Arbitro: | Bergonzi (Genova) |

|                         |           |  |
| Zárate 15’ Floccari 61’ | Marcatori |  |

| Arbitro: | Rizzoli (Bologna) |

|            |           |                |
| Crespo 23’ | Marcatori | 45+3’ Floccari |

| Arbitro: | Gava (Conegliano) |

|                |           |               |
| Hernanes 45+1’ | Marcatori | 44’ Silvestre |

| Arbitro: | Orsato (Schio) |

|                                   |           |            |
| Biava 27’ Zárate 52’ Hernanes 89’ | Marcatori | 74’ Pandev |

| Arbitro: | Tagliavento (Terni) |

|                           |           |            |
| Chiellini 2’ Krasić 90+4’ | Marcatori | 13’ Zárate |

| Arbitro: | Gervasoni (Mantova) |

|                                         |           |                       |
| Hernanes 2’ Biava 52’ Zapata 88’ (aut.) | Marcatori | 50’ Sánchez 60’ Denis |

| Genova 6 gennaio 2011, ore 15:00 CET 18ª giornata | Genoa          | 0 – 0 referto | Lazio | Stadio Luigi Ferraris (23.000 spett.)\| Arbitro: \| Romeo (Verona) \| |
| Arbitro:                                          | Romeo (Verona) |               |       |                                                                       |

| Arbitro: | Pierpaoli (Firenze) |

|           |           |                                    |
| Mauri 47’ | Marcatori | 39’ (aut.) Muslera 73’ Grossmüller |

#### Girone di ritorno
| Arbitro: | Rizzoli (Bologna) |

|           |           |  |
| Kozák 84’ | Marcatori |  |

| Arbitro: | Rocchi (Firenze) |

|                              |           |             |
| Ramírez 36’ Di Vaio 39’, 90’ | Marcatori | 5’ Floccari |

| Arbitro: | De Marco (Chiavari) |

|                       |           |  |
| Kozák 69’ (rig.), 74’ | Marcatori |  |

| Milano 1º febbraio 2011, ore 20:45 CET 23ª giornata | Milan             | 0 – 0 referto | Lazio | Stadio Giuseppe Meazza (38.809 spett.)\| Arbitro: \| Damato (Barletta) \| |
| Arbitro:                                            | Damato (Barletta) |               |       |                                                                           |

| Arbitro: | Baracani (Firenze) |

|                |           |              |
| Hernanes 45+2’ | Marcatori | 64’ B. Cesar |

| Arbitro: | Giannoccaro (Lecce) |

|  |           |                           |
|  | Marcatori | 17’ A. González 58’ Kozák |

| Arbitro: | Pierpaoli (Firenze) |

|             |           |  |
| Hernanes 6’ | Marcatori |  |

| Arbitro: | C. Russo (Nola) |

|                       |           |  |
| André Dias 41’ (aut.) | Marcatori |  |

| Arbitro: | Gava (Conegliano) |

|                |           |  |
| Sculli 7’, 18’ | Marcatori |  |

| Arbitro: | Tagliavento (Terni) |

|                         |           |  |
| Totti 69’, 90+1’ (rig.) | Marcatori |  |

| Arbitro: | Giannoccaro (Lecce) |

|           |           |  |
| Zárate 2’ | Marcatori |  |

| Arbitro: | Banti (Livorno) |

|                                         |           |                                             |
| Dossena 60’ Cavani 62’, 82’ (rig.), 88’ | Marcatori | 29’ Mauri 57’ André Dias 68’ (aut.) Aronica |

| Arbitro: | Mazzoleni (Bergamo) |

|                           |           |  |
| Hernanes 23’ Floccari 77’ | Marcatori |  |

| Arbitro: | Rizzoli (Bologna) |

|               |           |                                                |
| Schelotto 46’ | Marcatori | 40’ Hernanes 57’ Mauri 77’ Floccari 89’ Zárate |

| Arbitro: | Morganti (Ascoli Piceno) |

|                        |           |                   |
| Sneijder 40’ Eto'o 53’ | Marcatori | 24’ (rig.) Zárate |

| Arbitro: | Mazzoleni (Bergamo) |

|  |           |          |
|  | Marcatori | 87’ Pepe |

| Arbitro: | Rizzoli (Bologna) |

|                    |           |           |
| Di Natale 35’, 42’ | Marcatori | 76’ Kozák |

| Arbitro: | Damato (Barletta) |

|                                       |           |                              |
| Biava 7’ Rocchi 52’ Hernanes 56’, 66’ | Marcatori | 12’ Palacio 89’ Floro Flores |

| Arbitro: | Rocchi (Firenze) |

|                           |           |                                                   |
| M. Coppola 33’ Piatti 41’ | Marcatori | 7’ Rocchi 35’, 53’ (rig.) Zárate 63’ (aut.) Vives |

### Coppa Italia

#### Turni Preliminari
| Arbitro: | Giannoccaro (Lecce) |

|                                        |           |  |
| A. González 8’ Kozák 36’ Bresciano 54’ | Marcatori |  |

| Arbitro: | C. Russo (Nola) |

|                                        |           |  |
| Garrido 15’ Stendardo 45’ Del Nero 85’ | Marcatori |  |

#### Fase Finale
| Arbitro: | Bergonzi (Genova) |

|                                       |           |                     |
| Borriello 52’ (rig.) F. Simplício 76’ | Marcatori | 58’ (rig.) Hernanes |

## Statistiche

### Statistiche di squadra
| Competizione | Punti | In casa | In casa | In casa | In casa | In casa | In casa | In trasferta | In trasferta | In trasferta | In trasferta | In trasferta | In trasferta | Totale | Totale | Totale | Totale | Totale | Totale | DR  |
| Competizione | Punti | G       | V       | N       | P       | Gf      | Gs      | G            | V            | N            | P            | Gf           | Gs           | G      | V      | N      | P      | Gf     | Gs     | DR  |
| ------------ | ----- | ------- | ------- | ------- | ------- | ------- | ------- | ------------ | ------------ | ------------ | ------------ | ------------ | ------------ | ------ | ------ | ------ | ------ | ------ | ------ | --- |
| Serie A      | 66    | 19      | 13      | 3       | 3       | 31      | 15      | 19           | 7            | 3            | 9            | 24           | 24           | 38     | 20     | 6      | 12     | 55     | 39     | +16 |
| Coppa Italia | -     | 2       | 2       | 0       | 0       | 6       | 0       | 1            | 0            | 0            | 1            | 1            | 2            | 3      | 2      | 0      | 1      | 7      | 2      | +5  |
| Totale       | 66    | 21      | 15      | 3       | 3       | 37      | 15      | 20           | 7            | 3            | 10           | 25           | 26           | 41     | 22     | 6      | 13     | 62     | 41     | +21 |

### Andamento in campionato
| Giornata  | 1  | 2 | 3 | 4 | 5 | 6 | 7 | 8 | 9 | 10 | 11 | 12 | 13 | 14 | 15 | 16 | 17 | 18 | 19 | 20 | 21 | 22 | 23 | 24 | 25 | 26 | 27 | 28 | 29 | 30 | 31 | 32 | 33 | 34 | 35 | 36 | 37 | 38 |
| --------- | -- | - | - | - | - | - | - | - | - | -- | -- | -- | -- | -- | -- | -- | -- | -- | -- | -- | -- | -- | -- | -- | -- | -- | -- | -- | -- | -- | -- | -- | -- | -- | -- | -- | -- | -- |
| Luogo     | T  | C | T | C | T | C | T | C | T | C  | T  | C  | T  | C  | C  | T  | C  | T  | C  | C  | T  | C  | T  | C  | T  | C  | T  | C  | T  | C  | T  | C  | T  | T  | C  | T  | C  | T  |
| Risultato | P  | V | V | N | V | V | V | V | V | P  | P  | V  | N  | N  | V  | P  | V  | N  | P  | V  | P  | V  | N  | N  | V  | V  | P  | V  | P  | V  | P  | V  | V  | P  | P  | P  | V  | V  |
| Posizione | 14 | 7 | 3 | 4 | 1 | 1 | 1 | 1 | 1 | 1  | 2  | 2  | 2  | 2  | 2  | 2  | 2  | 2  | 4  | 3  | 5  | 4  | 4  | 4  | 4  | 4  | 4  | 4  | 5  | 5  | 5  | 4  | 4  | 4  | 4  | 6  | 5  | 5  |

Fonte:  Serie A – Classifiche, su sport.sky.it, Sky Sport. URL consultato il 16 settembre 2014 (archiviato dall'url originale l'11 dicembre 2014).
Legenda:

Luogo: C = Casa; T = Trasferta. Risultato: V = Vittoria; N = Pareggio; P = Sconfitta.

### Statistiche dei giocatori
Nel conteggio delle reti realizzate si aggiungano tre autoreti a favore in campionato.
Sono in corsivo i calciatori che hanno lasciato la società a stagione in corso.
| Giocatore       | Serie A  | Serie A | Serie A     | Serie A    | Coppe nazionali | Coppe nazionali | Coppe nazionali | Coppe nazionali | Totale   | Totale | Totale      | Totale     |
| Giocatore       | Presenze | Reti    | Ammonizioni | Espulsioni | Presenze        | Reti            | Ammonizioni     | Espulsioni      | Presenze | Reti   | Ammonizioni | Espulsioni |
| --------------- | -------- | ------- | ----------- | ---------- | --------------- | --------------- | --------------- | --------------- | -------- | ------ | ----------- | ---------- |
| I. Artipoli     | -        | -       | -           | -          | -               | -               | -               | -               | -        | -      | -           | -          |
| G. Barreto      | -        | -       | -           | -          | -               | -               | -               | -               | -        | -      | -           | -          |
| A. Berardi      | -        | -       | -           | -          | -               | -               | -               | -               | -        | -      | -           | -          |
| T. Berni        | 2        | -1      | 0           | 0          | 3               | -2              | 0               | 0               | 5        | -3     | 0           | 0          |
| G. Biava        | 35       | 3       | 8           | 2          | 1               | 0               | 0               | 0               | 36       | 3      | 8           | 2          |
| A. Bizzarri     | -        | -       | -           | -          | -               | -               | -               | -               | -        | -      | -           | -          |
| R. Bonetto      | -        | -       | -           | -          | -               | -               | -               | -               | -        | -      | -           | -          |
| M. Bresciano    | 20       | 0       | 3           | 0          | 3               | 1               | 0               | 0               | 23       | 1      | 3           | 0          |
| C. Brocchi      | 30       | 0       | 8           | 0          | 2               | 0               | 0               | 0               | 32       | 0      | 8           | 0          |
| L.P. Cavanda    | 3        | 0       | 1           | 0          | 2               | 0               | 0               | 0               | 5        | 0      | 1           | 0          |
| T. Ceccarelli   | -        | -       | -           | -          | -               | -               | -               | -               | -        | -      | -           | -          |
| F. Chirico      | -        | -       | -           | -          | -               | -               | -               | -               | -        | -      | -           | -          |
| L. Cinque       | -        | -       | -           | -          | -               | -               | -               | -               | -        | -      | -           | -          |
| L. Correa       | -        | -       | -           | -          | -               | -               | -               | -               | -        | -      | -           | -          |
| S. Del Nero     | 2        | 0       | 0           | 0          | 2               | 1               | 0               | 0               | 4        | 1      | 0           | 0          |
| M. Diakité      | 8        | 0       | 1           | 0          | 2               | 0               | 0               | 0               | 10       | 0      | 1           | 0          |
| A. Dias         | 33       | 2       | 8           | 1          | 1               | 0               | 0               | 0               | 34       | 2      | 8           | 1          |
| F. Firmani      | -        | -       | -           | -          | -               | -               | -               | -               | -        | -      | -           | -          |
| S. Floccari     | 30       | 8       | 0           | 0          | 1               | 0               | 0               | 0               | 31       | 8      | 0           | 0          |
| P. Foggia       | 9        | 0       | 1           | 0          | 2               | 0               | 1               | 0               | 11       | 0      | 2           | 0          |
| J. Garrido      | 10       | 0       | 1           | 0          | 2               | 1               | 0               | 0               | 12       | 1      | 1           | 0          |
| A. González     | 19       | 1       | 1           | 0          | 3               | 1               | 0               | 0               | 22       | 2      | 1           | 0          |
| Hernanes        | 36       | 11      | 1           | 0          | 1               | 1               | 0               | 0               | 37       | 12     | 1           | 0          |
| L. Kozák        | 19       | 6       | 4           | 0          | 3               | 1               | 0               | 0               | 22       | 7      | 4           | 0          |
| C.D. Ledesma    | 34       | 1       | 5           | 2          | 1               | 0               | 1               | 0               | 35       | 1      | 6           | 2          |
| S. Lichtsteiner | 34       | 0       | 8           | 0          | 1               | 0               | 0               | 0               | 35       | 0      | 8           | 0          |
| C. Manfredini   | -        | -       | -           | -          | -               | -               | -               | -               | -        | -      | -           | -          |
| Matuzalém       | 22       | 0       | 4           | 0          | 1               | 0               | 0               | 0               | 23       | 0      | 4           | 0          |
| S. Mauri        | 29       | 6       | 3           | 1          | 1               | 0               | 0               | 0               | 30       | 6      | 3           | 1          |
| M. Meghni       | -        | -       | -           | -          | -               | -               | -               | -               | -        | -      | -           | -          |
| F. Muslera      | 36       | -38     | 0           | 0          | -               | -               | -               | -               | 36       | -38    | 0           | 0          |
| O. Onazi        | -        | -       | -           | -          | -               | -               | -               | -               | -        | -      | -           | -          |
| R. Perpetuini   | -        | -       | -           | -          | 1               | 0               | 0               | 0               | 1        | 0      | 0           | 0          |
| A. Quadri       | -        | -       | -           | -          | -               | -               | -               | -               | -        | -      | -           | -          |
| S. Radu         | 26       | 0       | 5           | 1          | 1               | 0               | 1               | 0               | 27       | 0      | 6           | 1          |
| T. Rocchi       | 18       | 3       | 0           | 0          | 2               | 0               | 0               | 0               | 20       | 3      | 0           | 0          |
| L. Scaloni      | 12       | 0       | 3           | 0          | 2               | 0               | 0               | 0               | 14       | 0      | 3           | 0          |
| G. Sculli       | 13       | 2       | 1           | 0          | -               | -               | -               | -               | 13       | 2      | 1           | 0          |
| G. Stendardo    | 14       | 0       | 3           | 0          | 2               | 1               | 0               | 0               | 16       | 1      | 3           | 0          |
| E. Zampa        | -        | -       | -           | -          | -               | -               | -               | -               | -        | -      | -           | -          |
| M. Zárate       | 35       | 9       | 2           | 0          | 1               | 0               | 0               | 0               | 36       | 9      | 2           | 0          |